# Casino di Donna Olimpia
Il Casino di Donna Olimpia era un palazzetto nel rione Trastevere di Roma che si trovava tra l'odierno Lungotevere Ripa, il Vicolo del Canale e il Vicolo di Santa Maria in Cappella. Faceva parte del complesso di Santa Maria in Cappella, che oggi ospita la casa di riposo Santa Francesca Romana. Venne distrutto per la costruzione dei muraglioni intorno al 1890 e al suo posto oggi sorge un altro edificio.

## Storia

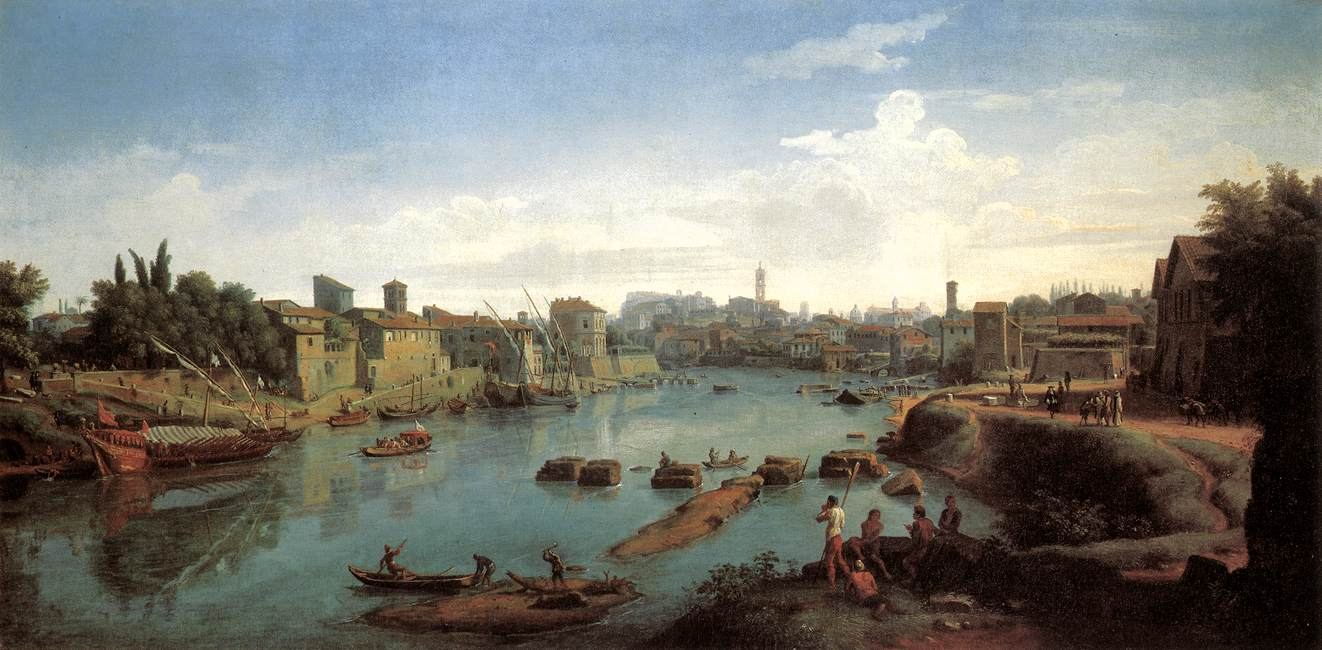
Il casino (al centro del quadro) in un'opera di Gaspare Vanvitelli.

Nel 1391, la piccola chiesa di Santa Maria in Cappella venne restaurata da Andreozzo Ponziani, il suocero di Santa Francesca Romana, che fece costruire nelle vicinanze un ospedale conosciuto come "ospedale del Santissimo Salvatore", che era frequentato dalla chiesa. Dopo la morte di Francesca, il complesso passò per eredità ai monaci del monastero di Tor de' Specchi, che nel 1540 lo cedettero alla confraternita dei fabbricanti di barili, o "cuppelle": da qui iniziò un processo graduale di decadenza che terminò nel 1653, quanto il papa Innocenzo X affidò il complesso alle cure di Donna Olimpia Maidalchini, della famiglia Pamphilj, la cognata del papa, nota ai romani come "Pimpaccia". La nobildonna, che era proprietaria di un terreno ampio adiacente alla chiesetta, vi costruì un giardino enorme (con un piccolo palazzetto annesso, il casino) di fronte al fiume Tevere, accanto agli ultimi resti dell'antico Ponte Sublicio. La proprietà rimase tale fino alla morte del figlio di Donna Olimpia, Camillo, e nel 1797 il sito fu ceduto al "Sodalizio dei Marinari de Ripa e Ripetta", che lo restaurò. Il luogo divenne noto con il soprannome di "Bagni di Donna Olimpia" per la possibilità di farvi i bagni nel fiume con riservatezza.

## Descrizione

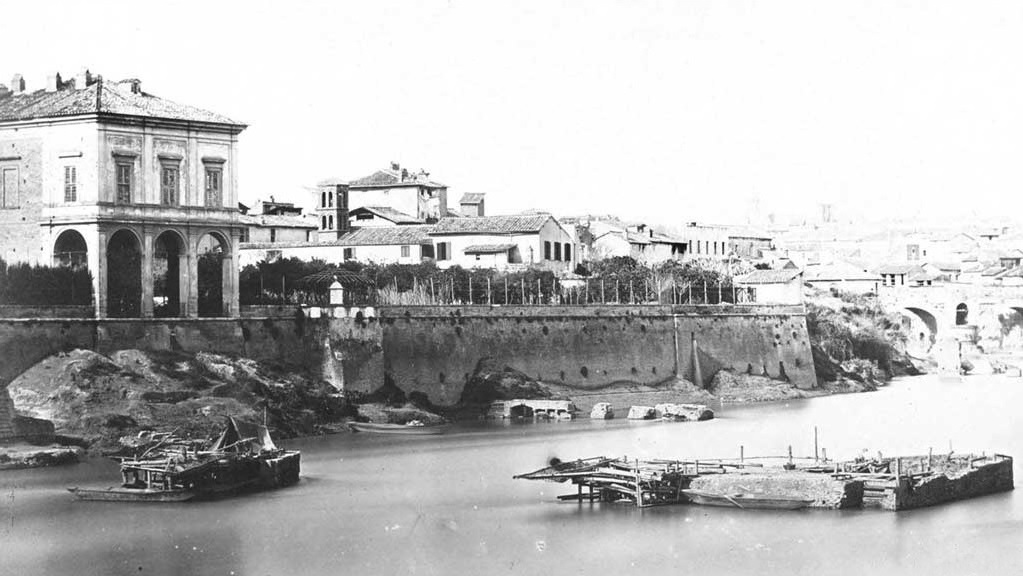
Il casino (a sinistra) prima della sua demolizione.

Il casino di Donna Olimpia propriamente detto era, per le caratteristiche dell'epoca (anni 1650), una costruzione piccola e dotata di più piani e stanze nelle quali si potevano godere le calde giornate di Roma all'ombra degli alberi del giardino lì vicino. I quadri, le incisioni antiche e le fotografie permettono di dedurre che si trattava di un edificio semplice con un portico aperto in tre archi con un'ampia scalinata che conduceva al piano nobile, dove si trovavano tre ambienti arredati riccamente. Al pianterreno c'era un'entrata ad arco che si affacciava su un terrazzo rivolto verso il fiume e, nelle vicinanze, un "giardino segreto" nascosto da delle pareti alte. In questo giardino si trovava la fontana della Lumaca, progettata da Gian Lorenzo Bernini. Sfortunatamente, la struttura dovette essere demolita in seguito per permettere la costruzione delle opere di contenimento delle piene del Tevere e l'apertura del Lungotevere Ripa.